# Friedrich Prot von Kunow
Friedrich Prot von Kunow (* 30. Dezember 1944 in Guben, Brandenburg) ist ein ehemaliger deutscher Diplomat. Von September 2004 bis 2009 war er Botschafter in Brasilien.

## Leben
Prot von Kunow aus dem Haus Bomsdorf studierte Rechtswissenschaften an den Universitäten von Göttingen und Bonn.
Nach dem Eintritt in den Auswärtigen Dienst im Jahr 1974 folgten Verwendungen im Büro eines Staatsministers im Auswärtigen Amt, am Generalkonsulat in São Paulo (Konsul) sowie im Auswärtigen Amt in Bonn (Unterabteilung für das Personalwesen).
Von 1983 bis 1986 war Prot von Kunow Ständiger Vertreter des Botschafters in Simbabwe. Anschließend folgte eine erneute Verwendung im Auswärtigen Amt (Zentralabteilung). Danach war er von 1990 bis 1993 Leiter der Ständigen Vertretung bei der OECD in Paris. Im Anschluss daran folgte bis 1998 eine Verwendung als Leiter eines Referats in der Zentralabteilung (Abteilung 1) des Auswärtigen Amtes.
Von 1998 bis 2001 war Prot von Kunow Leiter des Referats 110 (Organisation) in der Zentralabteilung des Auswärtigen Amtes. In dieser Zeit war er auch Leiter der Kommission zur Organisation und Durchführung des Umzugs des Auswärtigen Amtes von Bonn nach Berlin. Im Anschluss daran war er 2001 auch Beauftragter für die Reform des Auswärtigen Dienstes. Von 2001 bis September 2004 war Prot von Kunow Generalinspekteur des Auswärtigen Amtes und Leiter der Unterabteilung I-1 (Organisationsberatung, Innenrevision und Korruptionsprävention) des Auswärtigen Amtes. Anschließend war er bis zu seiner Versetzung in den Ruhestand Botschafter in Brasília.
| Vorgänger    | Amt                                         | Nachfolger      |
| ------------ | ------------------------------------------- | --------------- |
| Uwe Kaestner | Deutscher Botschafter in Brasilia 2004–2009 | Wilfried Grolig |

| Personendaten    | Personendaten             |
| ---------------- | ------------------------- |
| NAME             | Prot von Kunow, Friedrich |
| KURZBESCHREIBUNG | deutscher Diplomat        |
| GEBURTSDATUM     | 30. Dezember 1944         |
| GEBURTSORT       | Guben, Brandenburg        |